# Cryptopone typhlos
Cryptopone typhlos är en myrart som först beskrevs av Vladimir Aphanasjevich Karavaiev 1935.  Cryptopone typhlos ingår i släktet Cryptopone och familjen myror. Inga underarter finns listade i Catalogue of Life.